# Президентский центр Б. Н. Ельцина (фонд)
Фонд «Президентский центр Б. Н. Ельцина» — государственная некоммерческая организация, созданная для поддержки институтов гражданского общества распоряжением от 2 декабря 2008 года руководителя администрации президента РФ С. Е. Нарышкина.

## Деятельность

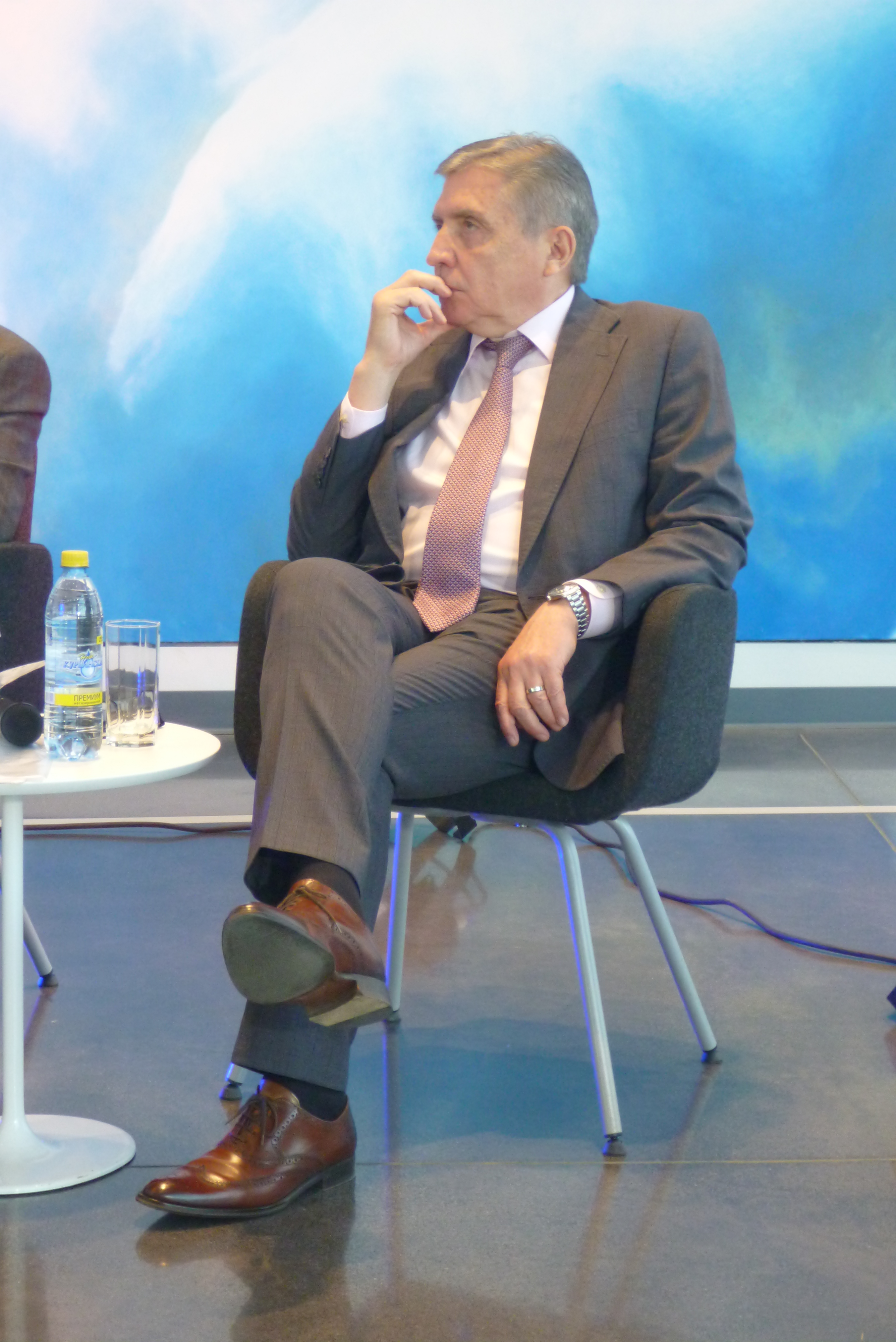
Александр Дроздов в Ельцин-центре, 30 мая 2019 года

Исполнительным директором фонда «Президентский центр Б. Н. Ельцина» является А. А. Дроздов, а Попечительский совет возглавляет бывший глава администрации президента РФ С. Е. Нарышкин.
Центр является официальным партнёром «Русской премии».
В соответствии с Распоряжением Правительства РФ от 23 декабря 2009 г. N 2051-р, Фонду «Президентский центр Б. Н. Ельцина» из госбюджета был выделен 1 млрд рублей.
В соответствии с Распоряжением Правительства РФ от 22 декабря 2010 г. N 2354-р, Фонду «Президентский центр Б. Н. Ельцина» из госбюджета было выделено 2 млрд рублей.
В первой половине 2010 года был проведён конкурс на разработку логотипа и фирменного стиля.
25 ноября 2015 года в Екатеринбурге открылся Президентский центр Б. Н. Ельцина (Ельцин-центр), который по заявлению Дмитрия Медведева является, первым музеем российской современной политической истории.